# Dinosaurus!
Dinosaurus! (bra A Volta ao Mundo Pré-Histórico) é um filme estadunidense de 1960, dos gêneros aventura e ficção científica, dirigido por Irvin S. Yeaworth Jr., roteirizado por Jack H. Harris, Dan E. Weisburd e Jean Yeaworth e musicado por Ronald Stein.

## Sinopse
Após explosões submarinas, em uma ilha no Caribe, criaturas pré-históricas, um tiranossauro, um brontossauro e um homem das cavernas, são encontradas em animação suspensa, reanimadas por raios, causam pânico na população local.

## Elenco
- Ward Ramsey....... Bart Thompson
- Paul Lukather....... Chuck
- Kristina Hanson....... Betty Piper
- Alan Roberts....... Julio
- Fred Engelberg....... Mike Hacker
- Wayne C. Treadway....... Dumpy (como Wayne Treadway)
- Luci Blaine....... Chica (como Luci Blain)
- Howard Dayton....... Mousey
- Jack Younger....... Jasper
- James Logan....... T.J. O'Leary
- Wilhelm Samuel
- Gregg Martell....... o homem de Neanderthal